# 小行星7329
小行星7329（7329 Bettadotto）是一颗绕太阳运转的小行星，为主小行星带小行星。该小行星于1985年4月14日发现。

## 轨道参数
小行星7329的轨道半长轴为2.6803722 UA，离心率为0.111。